# Младост (ватерпольный клуб)
Хорватский академический ватерпольный клуб «Мла́дост» (хорв. Hrvatski akademski vaterpolo klub Mladost, HAVK Mladost) — мужской ватерпольный клуб, базирующийся в Загребе, Хорватия. Многократный чемпион югославских и хорватских республиканских первенств, семикратный победитель Лиги чемпионов, дважды победитель Кубка обладателей кубков, чемпион многих турниров национального и международного значения. Один из лучших ватерпольных клубов XX века.

## История
Клуб основан в 1946 году в Загребе, в структуре хорватского академического спортивного общества «Младост», став преемником существовавшего в довоенное время Академического спортивного клуба. В качестве талисмана и логотипа клуба был выбран лягушонок-ватерполист.
Долгое время клуб не имел значимых результатов и не выигрывал престижных трофеев — первые титулы пришли к нему лишь в начале 1960-х годов, когда в 1960 и 1961 годах загребские ватерполисты одержали победы на зимних первенствах страны, а в 1962 году впервые завоевали титул чемпионов Югославии. В общей сложности клуб шесть раз побеждал в зачёте югославских национальных первенств (1962, 1967, 1969, 1971, 1988/89, 1989/90), побеждал на Кубке Югославии по водному поло (1988/89). На международной арене впервые заявил о себе в сезоне 1967/68, став обладателем Кубка чемпионов, главного европейского клубного трофея. Впоследствии ещё пять раз получил этот трофей (1969, 1970, 1972, 1990, 1991). В 1976 году также выиграл Кубок обладателей кубков и Европейский суперкубок. При этом на протяжении многих лет главным конкурентом команды оставался белградский «Партизан», с которым они постоянно соревновались как на республиканском, так и на международном уровнях.
Когда в начале 1990-х годов Хорватия отделилась от Югославии, «Младост» занял главенствующие позиции в хорватском водном поло: неоднократно выигрывал первенство страны (1992, 1993, 1994, 1995, 1996, 1997, 1999, 2002, 2003, 2008), завоевал множество национальных кубков (1992, 1993, 1997, 1998, 2001, 2005, 2010, 2011). Кроме того, в 1996 году вновь выиграл Лигу чемпионов, а в сезоне 1999 года вновь заполучил Кубок обладателей Кубков. В последние годы, тем не менее, был вытеснен с первых мест двумя более успешными хорватскими командами «Юг» (Дубровник) и «Приморье» (Риека).
«Младост» с семью победами является вторым самым титулованным клубом европейского первенства (наравне с «Партизаном»), уступая по количеству титулов только итальянскому «Про Рекко», у которого в послужном списке восемь побед. В разное время за клуб выступали такие известные игроки как Озрен Боначич, Перица Букич, Рональд Лопатный, Златко Матеша, Игор Миланович, Йосип Павич, Дубравко Шименц, Златко Шименц, Ваня Удовичич, Реваз Чомахидзе и др. Считается одним из лучших ватерпольных клубов двадцатого столетия.

## Титулы и достижения

#### Чемпионат Югославии
- Чемпион: 1962, 1967, 1969, 1971, 1988/89, 1989/90.

#### Кубок Югославии
- Победитель: 1988-89.

#### Чемпионат Хорватии
- Чемпион: 1991/92, 1992/93, 1993/94, 1994/95, 1995/96, 1996/97, 1998/99, 2001/02, 2002/03, 2007/08.

#### Кубок Хорватии
- Победитель: 1991/92, 1992/93, 1997/98, 2001/02, 2004/05, 2010/11.

#### Лига чемпионов
- Чемпион: 1967/68, 1968/69, 1969/70, 1971/72, 1989/90, 1990/91, 1995/96.
- Финалист: 1970/71, 1992/93, 1996/97, 1999/2000.

#### Суперкубок ЛЕН
- Обладатель: 1976, 1989, 1996.

#### Кубок обладателей Кубков
- Победитель: 1975/76, 1998/99.
- Финалист: 2001/02.

## Состав в сезоне 2019/20
| №                                        | Игрок                    | Страна        | Дата рождения             |         |         |
| Вратари                                  | Вратари                  | Вратари       | Вратари                   | Вратари | Вратари |
| ---------------------------------------- | ------------------------ | ------------- | ------------------------- | ------- | ------- |
| 1                                        | Иван Марцелич            | Флаг Хорватии | 18 февраля 1994 (31 год)  |         |         |
| 13                                       | Ерко Юрлина              | Флаг Хорватии | 30 октября 1999 (25 лет)  |         |         |
|                                          | Марко Мишкич             | Флаг Хорватии | 17 декабря 2001 (23 года) |         |         |
| Защитники                                |                          |               |                           |         |         |
| 4                                        | Матиас Биляка            | Флаг Хорватии | 20 января 1999 (26 лет)   |         |         |
| 10                                       | Ерко Анзулович           | Флаг Хорватии | 28 мая 1997 (27 лет)      |         |         |
| 11                                       | Алёша Кунац              | Флаг Хорватии | 18 августа 1980 (44 года) |         |         |
| Подвижные нападающие                     |                          |               |                           |         |         |
| 3                                        | Ловре Милош              | Флаг Хорватии | 5 апреля 1994 (30 лет)    |         |         |
| 5                                        | Милош Чук                | Флаг Сербии   | 21 декабря 1990 (34 года) |         |         |
| 6                                        | Лука Баич                | /             | 25 апреля 2000 (24 года)  |         |         |
| 7                                        | Лука Букич               | Флаг Хорватии | 30 апреля 1994 (30 лет)   |         |         |
| 8                                        | Франко Лазич             | Флаг Хорватии | 25 февраля 1998 (27 лет)  |         |         |
| 9                                        | Алекс Боуэн              | Флаг США      | 4 сентября 1993 (31 год)  |         |         |
| 12                                       | Константин Харьков       | Флаг России   | 23 февраля 1997 (28 лет)  |         |         |
|                                          | Томислав-Стипо Самарджич | Флаг Хорватии | 13 июня 2001 (23 года)    |         |         |
| Центральные нападающие                   |                          |               |                           |         |         |
| 2                                        | Космин Раду              | Флаг Румынии  | 9 ноября 1981 (43 года)   |         |         |
| 14                                       | Йосип Врлич              | Флаг Хорватии | 25 апреля 1986 (38 лет)   |         |         |
|                                          | Марин Дашич              | Флаг Хорватии | 3 апреля 1998 (26 лет)    |         |         |
| Главный тренер — Зоран Баич              |                          |               |                           |         |         |
| Тренер — Хрвое Хрестак                   |                          |               |                           |         |         |
| Тренер по физподготовке — Перо Кутеровац |                          |               |                           |         |         |
| Физиотерапевт — Дамир Лукетич            |                          |               |                           |         |         |
| Тренер вратарей — Франо Вичан            |                          |               |                           |         |         |

## Главные тренеры
- Душко Антунович
- Озрен Боначич
- Милорад Дамьянич
- Векослав Кобешчак